# 1007

## أحداث
- عبد الملك المظفر بالله يتولى منصب الحجابة خلفا لأبيه في عهد الخليفة هشام المؤيد بالله ويعقد للمعزَّ بن زيري بن عطية على فاس وقبض على ابنه كرهينةً واشترط عليه أن يدفع في كل سنةٍ خيلاً وسلاحا ومالاً معلوماً يوصله إلى قرطبة.

## مواليد
- ابن سيده
- محمد بن علي الدامغاني - قاضي القضاة في بغداد وهو عالِم ومحدث وفقيه من دامغان.

## وفيات
- مسلمة المجريطي
- محمد بن يحيى الجرجاني، محدث، وعابد وفقيه بغدادي.